# Григус Ігор Михайлович
Григус Ігор Михайлович (нар. 3 березня 1958, с. Чистопади Зборівського району Тернопільської області) — український лікар, доктор медичних наук, професор, директор Навчально-наукового інституту охорони здоров'я Національного університету водного господарства та природокористування, відмінник освіти України, лікар вищої кваліфікаційної категорії зі спеціальностей «терапія» та «фізіотерапія», член-кореспондент Міжнародної Слов'янської академії освіти імені Я. А. Коменського, академік Академії дитячо-юнацького туризму та краєзнавства імені О. О. Остапця-Свешникова, академік відділення медицини Національної академії наук вищої освіти України.

## Життєпис
Ігор Григус народився 3 березня 1958 року в с. Чистопади (нині Тернопільського району) на Тернопільщині.
По закінченні школи, у 1973 році поступив до Кременецького медичного училища, яке закінчив у 1977 році і розпочав трудову діяльність фельдшером.
Проходив строкову службу у лавах Радянської армії в Німеччині (1977–1979 рр.) на посаді санінструктора.
У 1979 році поступив на лікувальний факультет Дніпропетровського державного медичного інституту, який закінчив 1985 року.
По тому протягом 1985–1986 років працював лікарем-інтерном у Рівненській обласній клінічній лікарні, а з 1986 по 2002 рік — викладачем та головою циклової комісії терапії у Рівненському базовому медичному коледжі.
У 2001 році захистив кандидатську дисертацію «Ефективність терапії та медикаментозна реабілітація осіб із хворобами оперованого шлунка».
Протягом 2004–2006 років навчався також на факультеті здоров'я, фізичної культури і спорту Міжнародного економіко-гуманітарного університету імені академіка Степана Дем'янчука.
З 2002 року став доцентом, а 2010 року — професором кафедри фізичної реабілітації факультету здоров'я, фізичної культури і спорту Міжнародного економіко-гуманітарного університету імені академіка Степана Дем'янчука.
З 2005 року І. Григус — член-кореспондент Міжнародної Слов'янської академії освіти імені Я. А. Коменського, з 2014 року — академік Академії дитячо-юнацького туризму та краєзнавства імені О. О. Остапця-Свешникова, з 2020 року — академік відділення медицини Національної академії наук вищої освіти України. 
2010 року відбувся захист докторської дисертації «Методологічні аспекти розробки режимів фізичної активності в реабілітації хворих на бронхіальну астму».
З 2011 року до травня 2013 року обіймав посаду проректора з навчально-методичної роботи Міжнародного економіко-гуманітарного університету імені академіка Степана Дем'янчука.
З травня 2013 року — завідувач кафедри здоров'я людини і фізичної реабілітації Національного університету водного господарства та природокористування https://nuwm.edu.ua/.
З лютого 2018 року — директор навчально-наукового інституту охорони здоров'я https://nuwm.edu.ua/nni-oz Національного університету водного господарства та природокористування https://nuwm.edu.ua/nni-oz/kerivnytstvo.
Професор Григус І.М. - керівник наукової теми 4.4 «Вдосконалення організаційних та методичних засад програмування процесу фізичної реабілітації при дисфункціональних порушеннях у різних системах організму людини» Зведеного плану науково-дослідної роботи у сфері фізичної культури і спорту України на 2011-2015 рр. зі спеціальності 24.00.03 – Фізична реабілітація (номер державної реєстрації 0107U001056), теми НДР кафедри здоров'я людини і фізичної реабілітації НУВГП на 2014-2016 рр. "Реабілітаційні та фізкультурно-рекреаційні аспекти розвитку людини" (номер державної реєстрації 0114U001366), теми НДР кафедри здоров’я людини і фізичної реабілітації Національного університету водного господарства та природокористування «Реабілітаційні та фізкультурно-рекреаційні технології відновлення та підтримки здоров'я людини» на 2017–2021 рр. (номер державної реєстрації 0117U007676), теми НДР кафедри фізичної терапії, ерготерапії НУВГП на 2022-2026 рр. "Організаційні та методичні особливості фізичної терапії, ерготерапії осіб різних нозологічних, професійних та вікових груп" (номер державної реєстрації 0122U200755).
Був офіційним опонентом 9 кандидатських та 3 докторських дисертацій, 9 дисертацій докторів філософії.
Член спеціалізованої вченої ради Д 35.829.01 у Львівському державному університеті фізичної культури Міністерства освіти і науки, молоді та спорту України з правом прийняття до розгляду та проведення захисту дисертацій на здобуття наукового ступеня доктора (кандидата) наук з фізичного виховання та спорту за спеціальностями: 24.00.01 — олімпійський та професійний спорт; 24.00.02 — фізична культура, фізичне виховання різних груп населення; 24.00.03 — фізична реабілітація (2012—2014 рр.), член спеціалізованої вченої ради К 20.051.10 ДВНЗ «Прикарпатський національний університет імені Василя Стефаника» (2015—2017 рр.).
Член спеціалізованої вченої ради Д 26.829.02 з присудження наукового ступеня доктора наук у Національному університеті фізичного виховання і спорту України, профіль ради: 24.00.03 «Фізична реабілітація» (Наказ Міністерства освіти і науки України № 530 від 06.06.2022 р.).

### Науковий доробок
Автор та співавтор понад 460 наукових праць (в тому числі 104 статей, опублікованих у наукометричних базах Scopus (H-index 14) і Web of Science (H-index 4)), з них посібників, монографій, деклараційного патенту на винахід (спосіб лікування), раціоналізаторської пропозиції, 6 авторських свідоцтв на науковий твір.
- Григус І. М. Фізична реабілітація хворих на бронхіальну астму (монографія). - Рівне, 2008. - 240 с.
- Григус І. М. Судова медицина та психіатрія: курс лекцій. - Рівне, 2010. - 200 с.
- Григус І. М. Нетрадиційні методи оздоровлення. - Рівне, 2010. - 188 с.
- Григус І. М. Фізична реабілітація при захворюваннях дихальної системи: навчальний посібник. - Рівне, 2011. - 186 с.
- Григус І. М. Теоретичні та методологічні аспекти фізичної реабілітації дітей з особливими потребами: [посібник]. - Рівне, 2012. - 124 с.
- Григус І. М. Фізична реабілітація в пульмонології: навч. посібник. - Рівне: НУВГП, 2015. - 258 с.
- Grygus I., Kochanowicz M., Mieszkowska M. Fizjoterapia w pulmonologii = Physiotherapy in pulmonology. Krakowska Akademia im. Andrzeja Frycza Modrzewskiego. Kraków. 2016. 160 p. ISBN 9781365604706.
- Григус І. М. Перша медична допомога: підручник (Гриф Міністерства освіти і науки, молоді та спорту України № 1/11-8097 від 28.05.12 р.) / І. М. Григус, М. Я. Романишин. - Львів: Новий Світ-2000, 2017. - 176 с.
- Григус І. М. Фізична реабілітація хворих на бронхіальну астму: монографія. - Saarbrücken: LAMBERT Academic Publishing, 2017. - 278 с.
- Григус І. М. Фізична терапія в кардіології: навчальний посібник / І. М. Григус, Л. Б. Брега. - Рівне: НУВГП, 2018. 268 с.
- Григус І. М., Нагорна О. Б. Основи фізичної терапії: навчальний посібник. Херсон: Олді+, 2022. 150 с. ISBN 978-966-289-640-4
- Григус І.М. Фізична терапія в пульмонології: навчальний посібник. Одеса: Олді+, 2023. 240 с. ISBN 978-966-289-721-0
- Григус І.М., Нагорна О.Б. Реабілітаційне обстеження в практиці фізичного терапевта: навчальний посібник. Одеса: Олді+, 2023. 176 с. ISBN 978-966-289-718-0

Під його керівництвом захищено 7 кандидатських дисертацій: Михайлова Н. Є., Романишин М. Я., Ногас А. О., Нагорна О. Б., Чернієнко О. А., Євтух М. І., Кучер Т. В., 4 докторських (Андрійчук О. Я., Майструк М. І., Ногас А.О., Нагорна О.Б.) та 1 доктора філософії (Хома О. В.).
Головний редактор наукового журналу "Rehabilitation & recreation" https://rehabrec.org/index.php/rehabilitation, що входить до наукометричної бази Scopus https://www.scopus.com/sourceid/21101204644#tabs=0, ISSN 2786-8346 (print), ISSN 2786-8354 (online). Фахова реєстрація (категорія «Б»): Наказ МОН України № 735 від 29 червня 2021 року (додаток 4); Наказ МОН України № 1290 від 30 листопада 2021 року (додаток 3). Галузі знань: 01 Освіта/Педагогіка; 22 Охорона здоров’я. Спеціальності: 017 Фізична культура і спорт; 227 Терапія та реабілітація. Фахова реєстрація (категорія «A»): Наказ МОН України № 1721 від 10 грудня 2024 року (додаток 6). Галузі знань: А (01) Освіта; I (22) Охорона здоров’я та соціальне забезпечення. Спеціальності: А7 (017) Фізична культура і спорт; I7 (227) Терапія та реабілітація (за спеціальностями).
Григус І.М. член наукової ради журналу «Sport and Tourism. Central European Journal» https://czasopisma.ujd.edu.pl/index.php/sport/about/editorialTeam (p-ISSN 2545-3211, e-ISSN 2657-4322), який включено до наукометричної бази Scopus.  
Григус І.М. член наукової ради журналу «Physical Rehabilitation and Recreational Health Technologies» (PISSN 2522-1906, EISSN 2522-1914), який включено до наукометричної бази Scopus (до 03.2025 р.).  
Григус І.М. член редакційної ради журналу «Медичні перспективи» (ISSN 2307-1906, e-ISSN 2786-4804) категорії А, який індексується в наукометричних базах Scopus та Web of Science https://medpers.dmu.edu.ua/uk/redaktsiyna-informatsiya/redaktsiina-rada.
Григус І.М. член редколегії журналу "Journal of Education, Health and Sport", що входить до наукометричної бази Index Copernicus. 
Член редакційної колегії журналів категорії Б «Фізичне виховання, спорт і культура здоров’я у сучасному суспільстві», "Public health journal".   
Рецензент наукового журналу «International Journal of Human Movement and Sports Sciences» (ISSN: 2381-4403), США, що індексується в наукометричній базі Scopus. 
Рецензент наукового журналу «Heliyon» (Online ISSN: 2405-8440), США, що індексується в наукометричній базі Scopus, Impact factor 3,776, CiteScore 4,5.
Рецензент наукового журналу «Health Problems of Civilization» (ISSN: 2082-7288), що індексується в наукометричних базах Web of Science та Scopus.
Профіль в Google Академії:
https://scholar.google.com.ua/citations?hl=uk&user=fvuo9oYAAAAJ&cstart=20&pagesize=80
Web of Science Author ID: A-4366-2012      https://www.webofscience.com/wos/woscc/basic-search?state=%7B%7D
ORCID https://orcid.org/0000-0003-2856-8514
Scopus Author ID: 57202023065  https://www.scopus.com/authid/detail.uri?authorId=57202023065

### Нагороди
- Відмінник освіти України (2003 р.)
- Почесна грамота Міністерства охорони здоров'я України (2003 р.)
- Нагрудний знак «За наукові та освітні досягнення» (2015 р.)
- Медаль «За працю та звитягу в медицині» (2020 р.)

### Сім'я
Ігор Григус одружений, має дочку.